# Kulturpreis Bayern
Der Kulturpreis Bayern der Bayernwerk AG wird vom Bayerischen Staatsministerium für Wissenschaft und Kunst und der Bayernwerk AG (bis Juli 2013 E.ON Bayern AG) vergeben. Der traditionelle und seit dem Jahr 1959 bestehende Kulturpreis Ostbayern der OBAG wurde 2005 auf die Regierungsbezirke des Bayernwerk-Netzgebietes ausgedehnt und entsprechend umbenannt. Die Auszeichnung ist mit insgesamt 96.000 Euro dotiert und wird jährlich für bedeutendes künstlerisches Wirken in den bayerischen Regionen und herausragende Leistungen an den bayerischen Hochschulen verliehen.

## Vergabemodus
Eine unabhängige Jury zeichnet fünf Künstlerinnen und Künstler in der Kategorie Kunst aus. Die Vorschläge werden von den Regierungsbezirken Oberfranken, Unterfranken, Mittelfranken, Oberpfalz, Niederbayern, Schwaben und Oberbayern eingereicht. Ebenso werden die besten Absolventen und Doktoranden der Fachhochschulen und Hochschulen ausgezeichnet. Dabei handelt es sich neben den sechs staatlichen Kunsthochschulen Akademie der Bildenden Künste München, Hochschule für Fernsehen und Film München, Hochschule für Musik und Theater München, Akademie der Bildenden Künste Nürnberg, Hochschule für Musik Nürnberg und Hochschule für Musik Würzburg um die Universitäten Augsburg, Bamberg, Bayreuth, Erlangen-Nürnberg, LMU München, TU München, Passau, Regensburg, Würzburg und Eichstätt-Ingolstadt. Zudem erhalten die besten Absolventinnen und Absolventen der staatlichen bayerischen Fachhochschulen den Kulturpreis Bayern: Amberg-Weiden, Ansbach, Aschaffenburg, Augsburg, Coburg, Deggendorf, Hof, Ingolstadt, Kempten, Landshut, München, Neu-Ulm, Nürnberg, Regensburg, Rosenheim, Weihenstephan-Triesdorf und Würzburg-Schweinfurt.
Einen Sonderpreis vergibt das Bayerische Staatsministerium für Wissenschaft und Kunst.
Seit 2020 wird die Preisverleihung als Livestream und auf mehreren bayerischen regionalen Fernsehsendern übertragen.

## Preisträger (Auswahl)

### Kulturpreis Bayern (seit 2005)
- 2005 Erwin Lipsky, Hubert Ettl, Dorothee Hartinger, Paul Maar, Sattler, Allmen und Wappner Architekten
- 2006 Bernhard Setzwein, Rudolf Klaffenböck, Peter Sadlo, Schloss Wernsdorf, Herman de Vries
- 2007 Altneihauser Feierwehrkapell’n, Henri Bonamy, Diana Damrau, Nora-Eugenie Gomringer, Theater Mummpitz, Dynamo Kurzfilm, Stefan Eberstadt, Prof. Franz Halász
- 2008 Nevfel Cumart, Werner Knaupp, Veit Relin, Florian Fischer, Wilhelm Koch, Leo Hiemer, Heinrich-Schütz-Ensemble Vornbach
- 2009 Brückner & Brückner Architekten, Evelyn Huber, Jonathan Nott, Peter Engl, Fränkisches Theater Schloss Maßbach, Marlene Reidel, Viva Voce
- 2010 Heinz Badewitz, Herbert Knaup, Michl Müller, Petra Morsbach, Rainer und Thomas Gruber, Franz Pröbster-Kunzel, esembleKONSTRASTE
- 2011 Pauline Füg, Wolfgang Haffner, Volker Klüpfel, Michael Kobr, Waltraud Meier, Theater EigenArt, Hofer Symphoniker
- 2012 Michael Hauck, Herlinde Koelbl, Katharina Wagner, Theater Pfütze, Bernd Glemser, Rudolf Herz, Tanngrindler Musikanten, Markus Grottke[2]
- 2013 Sigi Schwab, Albrecht Mayer, Rudi Tröger, Thomas E. Bauer, Josef Ernst Köpplinger
- 2014 Kofelgschroa, Regensburger Domspatzen, Hans Peter Reuter, Goyo Montero, Till Hofmann
- 2015 Eugen Gomringer, Brigitte Hobmeier, Christiane Karg, Ingo Maurer, Thomas von Steinaecker
- 2016 Sigi Zimmerschied, Josephine Köhler, Werner Fritsch, Olaf Metzel, András Hamary
- 2017 Veronika Eberle, Georg Ringsgwandl, Toni Scheubeck, Michael von Au, Michael Wollny
- 2018 Peter Haimerl, Klaus Hampl, Christian Schnurer, Günther Sigl, Nina Sonnenberg[3]
- 2019 Coconami, Sebastian Kuhn, Juliane Köhler, Dellnhauser Musikanten, Django Asül
- 2020 Carolina Camilla Kreusch,[4] Arnd Rühlmann,[5] Christa Mayer, Regina Hellwig-Schmid,[6] Michaela Karl, Joana Mallwitz
- 2021 Wolfgang Buck, Thomas Demand, Gretel Eisch, Erwin Eisch, Reinhard Kammler, Luisa Wöllisch
- 2022 Augusta Laar, Valer Barna-Sabadus, Sportfreunde Stiller, Olaf Unverzart, Lucy Wilke, Golda Schultz
- 2023 Rita Falk, Jakub Hrusa, Adidal Abou-Chamat, Bruno Wank und Michaela Wank[7] (die Band Dicht & Ergreifend lehnten den Preis ab, siehe Abschnitt Kritik)
- 2024: Flula Borg, Erwin Rehling, EUKITEA, Claudia Koreck, Böhler & Orendt[8]

### Sonderpreis des Bayerischen Staatsministeriums für Wissenschaft und Kunst (seit 2006)
- 2005 Hans-Jürgen Buchner
- 2006 Ana Chumachenco, Benjamin Heisenberg
- 2007 Franz Xaver Gernstl
- 2008 Klaus Doldinger
- 2009 Blechschaden, Viva Voce
- 2010 Cornelia Froboess
- 2011 Dieter Dorn
- 2012 Gerhard Polt
- 2013 Frank-Markus Barwasser
- 2014 Franz Xaver Bogner
- 2015 Bruno Jonas
- 2016 Alexander Liebreich
- 2017 Konstantin Grcic
- 2018 Martina Schwarzmann
- 2019 Ottfried Fischer
- 2020 Joana Mallwitz
- 2021 Hannes Ringlstetter
- 2022 Golda Schultz
- 2023 Dieter Hanitzsch[9]
- 2024 Oksana Lyniv[10]

### Kulturpreis Ostbayern (1959–2004)
- 1960 Heribert Sturm, Richard Triebe, Eberhard Kraus, Heinz Schauwecker
- 1961 Hermann Mayrhofer, H. E. Erwin Walther
- 1962 Josef Karl Nerud
- 1963 Georg Britting, Wilhelm Niedermayer
- 1964 Heinz Benker
- 1965 Marlene Reidel (1965), Oskar Sigmund, Willi Ulfig
- 1968 Hermann Erbe-Vogel
- 1969 Josef Oberberger, Karl Reidel
- 1971 Josef Fruth, Heinz Theuerjahr
- 1972 Wolf Hirtreiter
- 1973 Fritz Goller, Ernst Kutzer
- 1974 Rupert Preißl
- 1976 Franz Biebl
- 1979 Günter Dollhopf
- 1985 Werner J. Patzelt
- 1987 Erwin Eisch
- 1989 Heribert Losert
- 1991 Rudi Weichmann
- 1992 Manfred Eder
- 1993 Peter Dorn
- 1994 Werner Hechberger
- 1995 Helmut Langhammer
- 1996 Günther Moosbauer
- 2001 Karl Anton Hudetz
- 2003 Hanns Egon Wörlen
- 2004 Hans Kotter

## Kritik
Bei der Verleihung des Kulturpreises 2023 lehnte die nominierte Band Dicht & Ergreifend den Preis ab mit der Begründung, dass die Verleihung eine reine Werbeveranstaltung von Energiewirtschaft und bayrischer Staatsregierung sei und das Preisgeld in keinem Verhältnis zu den Milliardengewinnen des Sponsors Bayernwerke und dessen Konzernmutter Eon stehe. Nachdem der Band zusätzliche Redezeit auf der Bühne verweigert worden war, veröffentlichte sie ihre ausführliche Kritik in einem Video.